# Эскудеро, Стэнли
Стэнли Эскудеро (англ. Stanley Tuemler Escudero; род. 1942, Дейтона-Бич, Флорида) — американский дипломат.
Окончил Флоридский университет и в 1967 году поступил на дипломатическую службу. Работал в составе дипломатического корпуса США в Пакистане, Иране, Индии и Египте. Был послом США в Таджикистане 1992—1995, в Узбекистане 1995—1997 и в Азербайджане 1997—2000.
В настоящее время является президентом консалтинговой фирмы Shield Bearer L.L.C., находящейся в Азербайджане. Вице-президент организации American Chamber of Commerce.